# Tachina particeps
Tachina particeps là một loài ruồi trong họ Tachinidae.